# Туктаєво
Тукта́єво (рос. Туктаево, башк. Туҡтай) — присілок у складі Балтачевського району Башкортостану, Росія. Входить до складу Старобалтачевської сільської ради.
Населення — 115 осіб (2010; 141 у 2002).
Національний склад:
- марійці — 67 %
- башкири — 29 %